# Saint-Amand-Longpré
Saint-Amand-Longpré är en kommun i departementet Loir-et-Cher i regionen Centre-Val de Loire i de centrala delarna av Frankrike. Kommunen ligger i kantonen Saint-Amand-Longpré som tillhör arrondissementet Vendôme. År 2022 hade Saint-Amand-Longpré 1 214 invånare.

## Befolkningsutveckling
Antalet invånare i kommunen Saint-Amand-Longpré
| Referens: INSEE |